# Henk Bouwman (hockeyer)
Henricus Nicolaas (Henk) Bouwman (Amsterdam, 30 juni 1926 – Baarn, 27 december 1995) was een hockeyer uit Nederland, die in 1948 de bronzen medaille won met de Nederlandse hockeyploeg bij de Olympische Spelen van Londen. Het team stond destijds onder leiding van Rein de Waal.
Bouwmans zoon Roderik kwam later eveneens uit voor het Nederlands elftal, en maakte deel uit van de ploeg die in 1984 als zesde eindigde bij de Olympische Spelen van Los Angeles.
In zijn actieve tijd was  hij aangesloten bij HC Bloemendaal.
André Boerstra · 
Henk Bouwman · 
Piet Bromberg · 
Harry Derckx · 
Han Drijver · 
Dik Esser · 
Wim van Heel · 
Roepie Kruize · 
Jenne Langhout · 
Dick Loggere · 
Ton Richter · 
Eddy Tiel ·
Coach: Huib du Pon